# Neoseiulella novaezealandiae
Neoseiulella novaezealandiae är en spindeldjursart som först beskrevs av Elsie Collyer 1964.  Neoseiulella novaezealandiae ingår i släktet Neoseiulella och familjen Phytoseiidae. Inga underarter finns listade i Catalogue of Life.